# Friedrich Christian Flick Collection
Die Friedrich Christian Flick Collection ist eine Sammlung zeitgenössischer Kunst von Friedrich Christian Flick. Sie umfasst rund 2500 Werke von 150 Künstlern und war von 2004 bis 2021 in Teilen im Museum für Gegenwart in Berlin zu sehen.

## Entstehung
Flick begann 1975 mit dem Sammeln von Kunst. Er begann zunächst mit alten Meistern, wandte sich aber Anfang der 1980er Jahre der zeitgenössischen Kunst zu. Er knüpfte Bekanntschaften und Freundschaften mit Künstlern wie Paul McCarthy, Jason Rhoades, David Weiss und Peter Fischli, Roman Signer, Franz West, Thomas Schütte u. a. Ab Ende der 1990er Jahre wurde er vom Galeristen Ivan Wirth, einem Partner der Galerie Hauser & Wirth, beraten. Viele der Künstler der Sammlung werden entweder von Wirth vertreten oder auch von David Zwirner, der mit Wirth bis 2009 die New Yorker Galerie Zwirner & Wirth betrieb.
Im Frühjahr 2001 wollte Flick seine Kunst aus dem Depot holen und überlegte, in Zürich ein Museum für die Sammlung zu errichten. Dies musste er aber nach heftiger Kontroverse wegen der NS-Vergangenheit seines Großvaters Friedrich Flick aufgeben.
Im Januar 2003 unterzeichneten die Stiftung Preußischer Kulturbesitz, die Staatlichen Museen zu Berlin und Friedrich Christian Flick eine Vereinbarung, Teile der Sammlung in Berlin zu zeigen. Flick übernahm die Kosten von 7,5 Millionen Euro für den Ausbau der Rieck-Halle in direkter Nachbarschaft des Hamburger Bahnhofs, die Stiftung verpflichtete sich, die laufenden Kosten zu tragen. Dieser Vertrag wurde 2011 um weitere 10 Jahre verlängert. Im Februar 2008 schenkte Flick 166 Werke zeitgenössischer Kunst (Teile seiner Sammlung; unter anderem Arbeiten von Nam June Paik, John Cage, Dan Graham, Isa Genzken, Stan Douglas, Andreas Hofer, Bruce Nauman und Candida Höfer) der Stiftung Preußischer Kulturbesitz als Träger des Hamburger Bahnhofs. Im Januar 2015 folgte eine zweite Schenkung an die Stiftung, diesmal mit 104 Werken von u. a. Cindy Sherman, Katharina Fritsch, Thomas Schütte, Paul McCarthy und Marcel Broodthaers.
Wie bereits in Zürich rief auch die Vereinbarung Flicks mit der Stiftung Preußischer Kulturbesitz und den Staatlichen Museen zu Berlin große Kritik u. a. von Künstlern und Kulturschaffenden hervor. Vorgeworfen wurde Flick vor allem, dass er sein Vermögen den Geschäften seines Großvaters Friedrich Flick verdankte, der als Rüstungszulieferer im „Dritten Reich“ etwa 40.000 Kriegsgefangene und KZ-Häftlinge ausgebeutet hatte, dass er – der Enkel – aber nie in den Zwangsarbeiterfonds eingezahlt hatte. Seine Kunstsammlung in den Staatlichen Museen zu Berlin öffentlich zu zeigen, wurde als Versuch gewertet, die Sammlung von ihrer Assoziation mit NS-Verbrechen zu befreien – was etwa der Vizepräsident des Zentralrats der Juden in Deutschland, Salomon Korn, als „ideelle Wertsteigerung“ bezeichnete.
Im April 2020 wurde bekannt, dass sich die Stiftung Preußischer Kulturbesitz und die Contemporary Art Limited darauf geeinigt haben, den im Jahr 2003 geschlossenen Leihvertrag am 30. September 2021 auslaufen zu lassen. Grund war der geplante Abriss der Rieck-Hallen neben dem Hamburger Bahnhof, in denen Werke aus der Sammlung gezeigt wurden.

## Rezeption
Der deutsche Aktionskünstler Christoph Schlingensief bezog sich 2005 in seiner Performance Fick Collection auf die Sammlungsgeschichte.